# Manfred Schmid
Manfred Schmid (* 6. června 1944, Liezen) je bývalý rakouský sáňkař. Je držitelem dvou olympijských medailí, obě získal na hrách v Grenoblu roku 1968. Zde se mu podařilo vyhrát závod jednotlivců a získat stříbro v závodě dvojic, kde jeho partnerem byl Ewald Walch. Ve dvojici s ním získal rovněž dva tituly mistra světa (1969, 1970). Jeho nejlepším individuálním umístěním na světovém šampionátu bylo dvakrát druhé místo (1969, 1975). To by i jeho nejlepší výsledek na mistrovství Evropy (1974). Jeho nejlepším výsledkem ve světovém poháru bylo celkové třetí místo v sezóně 1977/78. Startoval na čtyřech po sobě jdoucích olympijských hrách počínaje rokem 1964.